# Palmowo
Palmowo – wieś w Polsce położona w województwie wielkopolskim, w powiecie konińskim, w gminie Wierzbinek, przy drodze wojewódzkiej nr 266.
W latach 1975–1998 miejscowość administracyjnie należała do województwa konińskiego. W roku 2011 liczyła 162 mieszkańców, w tym 77 kobiet i 85 mężczyzn.

Na terenie wsi występują gleby należące do kompleksu żytniego bardzo dobrego.